# Berthold V van Zähringen

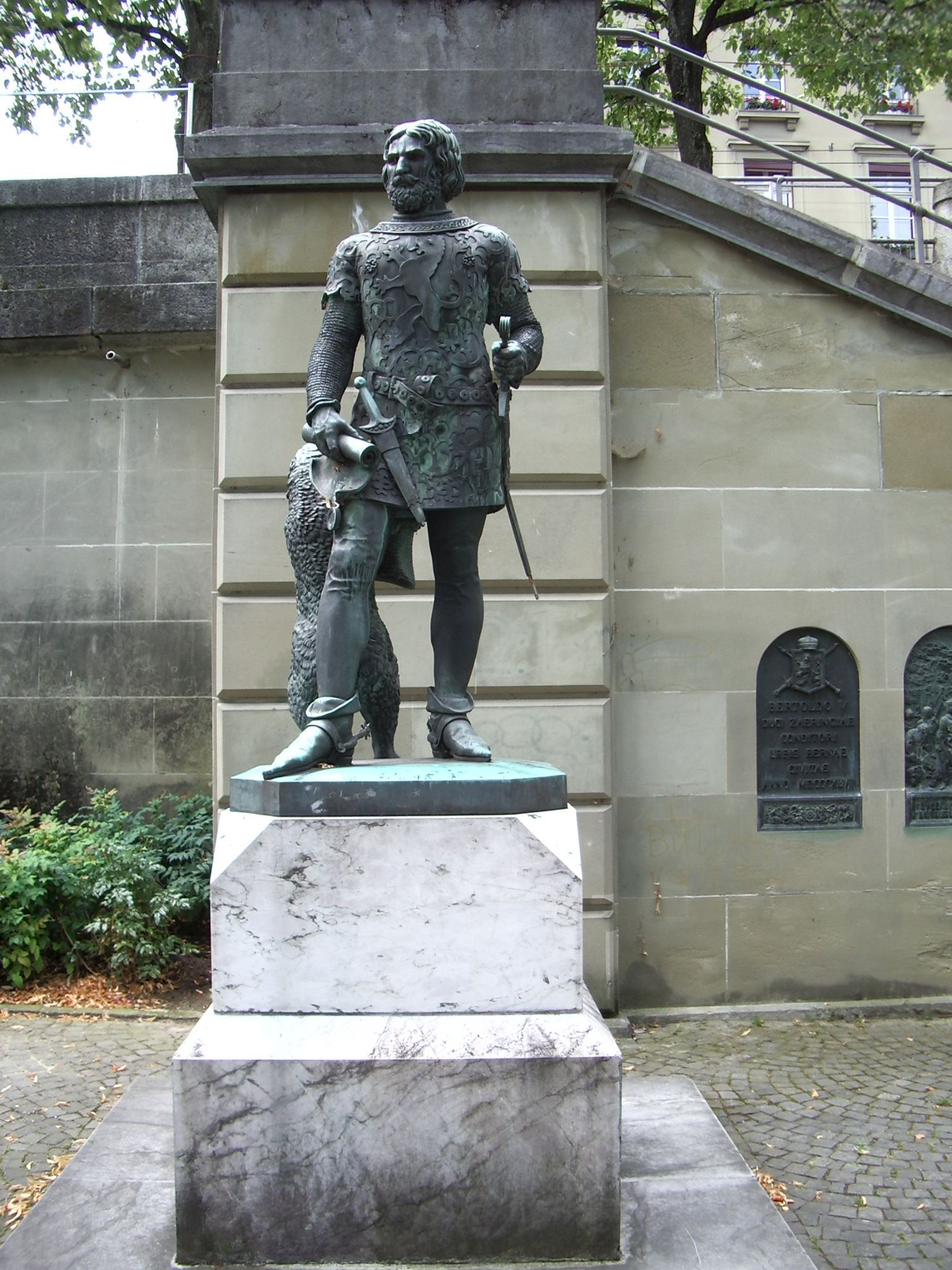
In Bern herinneren de Zähringerbrunnen met zijn standbeeld aan Berthold V

Berthold V van Zähringen (ongeveer 1160 - 18 februari 1218 in Freiburg im Breisgau) was de laatste hertog van het geslacht der Zähringers.
Berthold V volgde zijn vader Berthold IV van Zähringen in 1186 op. Aan het begin van zijn heerschappij versloeg hij de Bourgondiërs en begon een vestigingspolitiek in het Berner Oberland en het gebied rond het Vierwoudstrekenmeer. Zo breidde hij de stad Thun verder uit en stichtte hij de stad Bern, die hij tot het middelpunt van zijn heerschappij uitbouwde. Bij de Slag bij Ulrichen slaagde hij er niet in zijn heerschappij uit te breiden tot het kanton Wallis. 
In 1198 werd Berthold V door een minderheid tot opvolger van keizer Hendrik IV van het Heilige Roomse Rijk verkozen. Door af te zien van de keizerskroon ten gunste van Filips van Zwaben, consolideerden de Zähringers hun bezittingen in de Ortenau, Breisgau en het huidige Zwitserland door de rechten te bemachtigen over het Allerheiligenklooster, Schaffhausen en Breisach. In 1200 begon Berthold V de bouw van het Munster van Freiburg.
Berthold was gehuwd met Clementia, dochter van Steven III van Bourgondië, graaf van Auxonne, uit zijn tweede huwelijk met Agnes van Dreux of uit zijn derde huwelijk met Margaret van Oyselles.
- Gemeinsame Normdatei: 118658565
- Historisch woordenboek van Zwitserland: 029225
- Virtual International Authority File: 54942089
- WorldCat: E39PBJB4h38V6DPP9j937QtBT3